# Dom Antônio Reis
Dom Antônio Reis est un quartier de la ville brésilienne de Santa Maria, Rio Grande do Sul. Le quartier est situé dans district de Sede.

## Vilas
Le quartier possède les vilas suivantes : Dom Antônio Reis, Parque Residencial Dom Antonio Reis, Seminário São José.